# Fissidens subnutans
Fissidens subnutans är en bladmossart som beskrevs av C. Müller 1900. Fissidens subnutans ingår i släktet fickmossor, och familjen Fissidentaceae. Inga underarter finns listade i Catalogue of Life.